# Liste der Kulturdenkmäler in Freigericht
Die folgende Liste enthält die in der Denkmaltopographie ausgewiesenen Kulturdenkmäler auf dem Gebiet  der Gemeinde Freigericht, Main-Kinzig-Kreis, Hessen.
Hinweis: Die Reihenfolge der Denkmäler in dieser Liste orientiert sich zunächst an Ortsteilen und anschließend der Anschrift, alternativ ist sie auch nach der Bezeichnung, der vom Landesamt für Denkmalpflege vergebenen Nummer oder der Bauzeit sortierbar.
Kulturdenkmäler werden fortlaufend im Denkmalverzeichnis des Landes Hessen durch das Landesamt für Denkmalpflege Hessen auf Basis des Hessischen Denkmalschutzgesetzes (HDSchG) geführt. Die Schutzwürdigkeit eines Kulturdenkmals hängt nicht von der Eintragung in das Denkmalverzeichnis des Landes Hessen oder der Veröffentlichung in der Denkmaltopographie ab.

Das Vorhandensein oder Fehlen eines Objekts in dieser Liste ist keine rechtsverbindliche Auskunft darüber, ob es Kulturdenkmal ist oder nicht: Diese Liste entspricht möglicherweise nicht dem aktuellen Stand der offiziellen Denkmaltopographie. Diese ist für Hessen in den entsprechenden Bänden der Denkmaltopographie Bundesrepublik Deutschland und im Internet unter DenkXweb – Kulturdenkmäler in Hessen einsehbar. Auch diese Quellen sind, obwohl sie durch das Landesamt für Denkmalpflege Hessen aktualisiert werden, nicht immer aktuell, da es im Denkmalbestand immer wieder Änderungen gibt.
Eine verbindliche Auskunft erteilt allein das Landesamt für Denkmalpflege Hessen.
Nutze diese Kartenansicht, um Koordinaten in der Liste zu setzen. In dieser Kartenansicht sind Kulturdenkmale ohne Koordinaten mit einem roten bzw. orangen Marker dargestellt und können in der Karte gesetzt werden. Kulturdenkmale ohne Bild sind mit einem blauen bzw. roten Marker gekennzeichnet, Kulturdenkmale mit Bild mit einem grünen bzw. orangen Marker.

## Kulturdenkmäler nach Ortsteilen

### Altenmittlau
| Bild                        | Bezeichnung                                            | Lage | Beschreibung | Bauzeit                            | Objekt-Nr. |
| --------------------------- | ------------------------------------------------------ | --- | --- | ---------------------------------- | ---------- |
| Gesamtanlage alter Ortskern | Gesamtanlage alter Ortskern                            | Teile des Alten Baches und des Mühlgrabens, Friedhof, Hauptstraße 3-81 (ungerade Nummern), 8-92 (gerade Nummern), Zur Bohnenmühle 2 Lage | Aus historischen Gründen ist der alte Ortskern als Gesamtanlage geschützt. Dazu gehören folgende Grundstücke und Straßen: Abschnitte des Alten Baches und des Mühlgrabens, der Friedhof, Hauptstraße 3, 5, 7, 9, 11, 13, 15, 17 (KD), 19, 21, 23 (KD), 25, 27, 29, 31, 33, 35, 37, 39, 41, 43, 45, 47, 49, 51, 53, 55 (KD), 57, 59, 61, 63, 65, 67, 69, 71 (KD), 73, 75, 77, 79, 81 (KD), 8 (KD), 10, 12, 14, 16, 26, 28, 30 (KD), 32 (KD), 34, 36, 38, 40, 42, 44 (KD), 46, 48, 50, 52, 54 (KD), 56, 58, 60, 62, 64, 66, 68, 70, 72 (KD), 74, 76 (KD), 78, 80, 82, 84, 86, 88, 90, 92 und Zur Bohnenmühle 2 |                                    | 128226 DDB |
| Bild gesucht BW             | Sachteil Klinker-Fassade                               | Hauptstraße 8 LageFlur: 4, Flurstück: 11/3                                                                                               | |                                    | 128633 DDB |
| Bild gesucht BW             | Wohnhaus Hauptstraße 17                                | Hauptstraße 17 LageFlur: 4, Flurstück: 48/3                                                                                              | zweigeschossiges Giebelhaus | Mitte 19. Jahrhundert              | 128634 DDB |
| Hofanlage Hauptstraße 23    | Hofanlage Hauptstraße 23                               | Hauptstraße 23 LageFlur: 4, Flurstück: 56/5                                                                                              | | Anfang des 18. Jahrhunderts        | 128061 DDB |
| Wohnhaus Hauptstraße 30     | Wohnhaus Hauptstraße 30                                | Hauptstraße 30 LageFlur: 4, Flurstück: 111/4, 111/5, 111/6                                                                               | | Mitte des 18. Jahrhunderts         | 128635 DDB |
| Wohnhaus Hauptstraße 32     | Wohnhaus Hauptstraße 32                                | Hauptstraße 32 LageFlur: 4, Flurstück: 108/3                                                                                             | | um 1800                            | 128636 DDB |
| Bild gesucht BW             | Wohnhaus Hauptstraße 44                                | Hauptstraße 44 LageFlur: 4, Flurstück: 95/7, 95/8                                                                                        | | Erste Hälfte des 19. Jahrhunderts  | 128637 DDB |
| Wohnhaus Hauptstraße 54     | Wohnhaus Hauptstraße 54                                | Hauptstraße 54 LageFlur: 4, Flurstück: 84/2                                                                                              | | Ende des 18. Jahrhunderts          | 128638 DDB |
| Wohnhaus Hauptstraße 55     | Wohnhaus Hauptstraße 55                                | Hauptstraße 55 LageFlur: 5, Flurstück: 23                                                                                                | | zweite Hälfte des 18. Jahrhunderts | 128639 DDB |
| weitere Bilder              | Ehemalige katholische Kapelle St. Lorenz und St. Georg | Hauptstraße 72 LageFlur: 5, Flurstück: 89/3                                                                                              | Die ehemalige katholische Kapelle St. Lorenz und St. Georg des Prämonstratenser-Frauenklosters Meerholz wurde im Jahr 1749 umgebaut und nach dem Neubau der Kirche St. Markus 1902 im Jahr 1912 in einen Kindergarten umgewandelt. 1986 erfolgte die Renovierung und der Umbau der Kirche zum Gemeindezentrum. An der Straßenseite vor der Kirche befindet sich das Kriegerdenkmal. | 1426                               | 128063 DDB |
| weitere Bilder              | Kriegerdenkmal                                         | Hauptstraße 72 LageFlur: 5, Flurstück: 89/3                                                                                              | |                                    | 128063 DDB |
| Wohnhaus Hauptstraße 76     | Wohnhaus Hauptstraße 76                                | Hauptstraße 76 LageFlur: 5, Flurstück: 84/3                                                                                              | | 1800                               | 128062 DDB |
| Bild gesucht BW             | Wohnhaus Hauptstraße 79                                | Hauptstraße 79 LageFlur: 5, Flurstück: 61/1                                                                                              | | Anfang des 20. Jahrhunderts        | 128640 DDB |
| Bild gesucht BW             | Hofanlage Hauptstraße 81                               | Hauptstraße 81 LageFlur: 6, Flurstück: 72/2                                                                                              | | um 1900                            | 128641 DDB |
| weitere Bilder              | Friedhof                                               | Helgenhecke LageFlur: 14, Flurstück: 56/1                                                                                                | In der Hauptachse des Friedhofs befindet sich ein Kruzifix aus Sandstein mit gedrungener aus dem späten 19. Jahrhundert. Die Einfriedung des Friedhofs erfolgt durch eine Sandsteinmauer mit acht aufgesetzten Kreuzwegstationen aus der Zeit um 1900. | Beginn des 20. Jahrhunderts        | 128632 DDB |
| Bild gesucht BW             | Bildstock                                              | Kegelbahnstraße LageFlur: 15, Flurstück: 119/1                                                                                           | | 1687                               | 128643 DDB |
| Bild gesucht BW             | Kruzifix                                               | Kegelbahnstraße (vor Nr. 23) LageFlur: 15, Flurstück: 129/10                                                                             | |                                    | 128065 DDB |
| weitere Bilder              | Katholische Kirche St. Markus                          | Kegelbahnstraße 60 LageFlur: 14, Flurstück: 93                                                                                           | | 1902                               | 128064 DDB |
| Katholisches Pfarrhaus      | Katholisches Pfarrhaus                                 | Kegelbahnstraße 60 LageFlur: 14, Flurstück: 93                                                                                           | | Erste Hälfte des 20. Jahrhunderts  | 128064 DDB |
| Bild gesucht BW             | Hofreite Kegelbahnstraße 61                            | Kegelbahnstraße 61 LageFlur: 5, Flurstück: 75/1                                                                                          | | Frühes 19. Jahrhundert             | 128642 DDB |
| weitere Bilder              | Heiligenhäuschen                                       | Somborner Straße LageFlur: 14, Flurstück: 170/8                                                                                          | |                                    | 128631 DDB |

### Bernbach
| Bild            | Bezeichnung                         | Lage                                                                           | Beschreibung | Bauzeit   | Objekt-Nr. |
| --------------- | ----------------------------------- | ------------------------------------------------------------------------------ | --- | --------- | ---------- |
| Kruzifix        | Kruzifix                            | Birkenhainer Straße 41 LageFlur: 2, Flurstück: 10/2                            | Wegekreuz an der ehemaligen Kapelle in der Ortsmitte Sockelinschrift: O ihr alle, die ihr vorüber geht am Wege, habet acht und schauet, ob ein Schmerz ist, gleich mein Schmerz. Klagel. 1, 12 (Klgl 1,12 ) Rückseite: Errichtet auf Wunsch unserer verstorbenen Schwester Gertrud von Conrad und Anna Kunzmann 1889 | 1889      | 128066 DDB |
| Bild gesucht BW | Wohnhaus                            | Birkenhainer Straße 49 LageFlur: 3, Flurstück: 103/2                           | Giebelständiges, zweigeschossiges Fachwerkwohnhaus einer großen Hofanlage um 1800, komplett mit Schiefer verkleidet, hohes Krüppelwalmdach mit Aufschiebling. Traufseitige Erschließung in der Mittelachse über zweiläufige Außentreppe. Unter der Verschieferung ist weitgehend ungestörtes Fachwerk zu erwarten. | um 1800   | 128067 DDB |
| Wohnhaus        | Wohnhaus                            | Birkenhainer Straße 62 LageFlur: 2, Flurstück: 89/1                            | Zweigeschossiges, giebelständiges Einhaus um 1800 auf niedrigem Sockel unter Satteldach mit Aufschiebling. Das Erdgeschoss mit modernem Isolierputz, das Obergeschoss in Sichtfachwerk aus schmalen Hölzern mit Lauterbacher Mannfiguren an der Traufseite und den Eckständern. Traufseitige Erschließung über sehr schöne, bauzeitliche zweiflüglige Kassettentür mit Rauten, geschnitzten Rosetten, Zahnschnittbändern am Stock und Oberlicht. Das Holztürfutter wird von schmalen Pilastern gerahmt. Massiver Stallteil aus Sandstein, im Obergeschoss aus Ziegeln. | um 1800   | 128068 DDB |
| Friedhofskreuz  | Friedhofskreuz                      | Hofäcker LageFlur: 1, Flurstück: 39/1                                          | Friedhofskreuz des häufig vorkommenden Typs aus Sandstein mit heller Christusfigur in der Mittelachse des Friedhofs, gerahmt von Scheinzypressen. Inschrift: Ich bin die Auferstehung und das Leben. Wer an mich glaubt, der wird leben, auch wenn er gestorben ist. Joh. 11, 25 (Joh 11,25 ) Rückseite: Errichtet von der Familie Isidor Matthäus Bilz von Bernbach 1904 | 1904      | 128646 DDB |
| Friedhofsmauer  | Einfriedung                         | Hofäcker LageFlur: 1, Flurstück: 39/1                                          | Ca. 1,50 m hohe Mauer aus Sandsteinquadern, eingezogenes Tor mit Sandsteinpfosten |           | 128646 DDB |
| Frontansicht    | Bildstock                           | Lange Strauchwiesen (neben Birkenhainer Straße 13) LageFlur: 1, Flurstück: 372 | Klassizistischer Bildstock in Sandstein aus der ersten Hälfte des 19. Jahrhunderts. Quadratischer Schaft auf Postament mit unleserlicher Inschrift (darin die Jahreszahl 1810), darauf vierseitige Laterne mit flachen Nischen, gerahmt von kleinen Rundbögen auf Eckpilastern. Rahmung mit eingezogenen Ecken, darin klassizistische Viertelpalmetten. In den Nischen Flachreliefs mit Darstellung der Mater dolorosa (rechts), der Kreuzigung (Mitte) und des Heiligen Josefs mit dem Jesuskind (links). Auf der Laterne gleichschenkliges Eisenkreuz mit kleeblattförmigen Enden. Inschriften: auf der Frontseite Jesus am Kreuz, darunter die Inschrift CHRISTUS / PRO NOBIS / CRUCIFIXUS EST, rechts eine Pietà mit der Inschrift MATER DOLOROSA, links eine Abbildung des hl. Josef mit der Inschrift S IOSEPH, Sockelinschrift: Diese Bildsäule ist von Joh. Seikel und J. A. Gunkel <Kunkel> aufgerichtet worden 1810. Hier wird jeder Vorübergehende gebeten, den Namen Jesu mit Andacht auszusprechen. | 1810      | 128645 DDB |
| Pfarrhaus       | Pfarrhaus                           | Pfarrweg 8 LageFlur: 10, Flurstück: 52/5                                       | Ein- bis zweigeschossiger repräsentativer Massivbau mit Windfang und Treppenturm in romanisch anmutenden Formen aus Sandsteinquadern. Fenstergewände in Werkstein. In der Außenwand des Treppenturms drei Nischen mit Kopien von Heiligenfiguren aus verschiedenen Epochen. | 1925      | 128647 DDB |
| weitere Bilder  | Katholische Kirche St. Bartholomäus | Regenbogenstraße LageFlur: 2, Flurstück: 121/3                                 | Saalkirche im Stil der Neuromanik mit kurzem Querhaus und südlicher Apsis, Kapelle am westlichen Querhaus, im Nordwesten Kirchturm mit Faltdach | 1907/1908 | 128069 DDB |
| Bild gesucht BW | Wohnhaus                            | Regenbogenstraße 7 LageFlur: 2, Flurstück: 94/1                                | Zweigeschossiges, giebelständiges Wohnhaus einer ehemaligen Hofanlage um 1800 auf niedrigem Sandsteinsockel mit verschiefertem Obergeschoss und Giebel. Hohes, zweigeschossiges Satteldach mit Aufschiebling. Ausfachung des Erdgeschosses mit barocken Ziegeln und Lehmsteinen. | um 1800   | 128648 DDB |
| Bild gesucht BW | Fatima-Kapelle                      | Tannen (Außerhalb der Ortslage) LageFlur: 8, Flurstück: 2/4                    | Fatima-Kapelle „Maria Frieden“ | 1954–1956 | 128644 DDB |

### Horbach
| Bild                                         | Bezeichnung                                  | Lage                                                                                    | Beschreibung | Bauzeit         | Objekt-Nr. |
| -------------------------------------------- | -------------------------------------------- | --------------------------------------------------------------------------------------- | ------------ | --------------- | ---------- |
| Bild gesucht BW                              | Friedhofskreuz                               | Am Sandberg LageFlur: 15, Flurstück: 68/1                                               |              |                 | 128651 DDB |
| Bild gesucht BW                              | Sachteil Betonglaswand der Trauerhalle       | Am Sandberg LageFlur: 15, Flurstück: 68/1                                               |              | 1970er Jahre    | 129276 DDB |
| weitere Bilder                               | Mariengrotte                                 | Auf die Eichenhecke (Außerhalb der Ortslage an der L 3269) LageFlur: 7, Flurstück: 56/5 |              | 1940er Jahre    | 128649 DDB |
| Bild gesucht BW                              | Bildstock                                    | Dorfstraße LageFlur: 17, Flurstück: 36/8                                                |              | 1736            | 128070 DDB |
| Ehemaliger Forsthof mit Sandsteinziehbrunnen | Ehemaliger Forsthof mit Sandsteinziehbrunnen | Dorfstraße 19, Dorfstraße LageFlur: 17, Flurstück: 1/1, 1/2                             |              |                 | 128071 DDB |
| weitere Bilder                               | Ehemalige katholische Michaelskapelle        | Dorfstraße 40 LageFlur: 18, Flurstück: 59                                               |              |                 | 128073 DDB |
| weitere Bilder                               | Ehemaliges Rathaus                           | Dorfstraße 40 LageFlur: 18, Flurstück: 59                                               |              |                 | 128072 DDB |
| Bild gesucht BW                              | Sachteil Inschriftstein                      | Dorfstraße neben Nr. 44 LageFlur: 18, Flurstück: 113/2                                  |              | 19. Jahrhundert | 128650 DDB |
| weitere Bilder                               | Katholische Kirche St. Michael               | Kirchstraße 5 LageFlur: 17, Flurstück: 21/3                                             |              | 1924/26         | 128074 DDB |

### Neuses
| Bild                             | Bezeichnung                          | Lage | Beschreibung       | Bauzeit                    | Objekt-Nr. |
| -------------------------------- | ------------------------------------ | --- | ------------------ | -------------------------- | ---------- |
| Bild gesucht BW                  | Bildstock                            | Alzenauer Straße vor Nr. 8 LageFlur: 16, Flurstück: 49/1 |                    | 18. Jahrhundert            | 128656 DDB |
| Bild gesucht BW                  | Kruzifix                             | Am Albstädter Weg (Außerhalb der Ortslage) LageFlur: 18, Flurstück: 16/1 |                    | um 1900                    | 128652 DDB |
| Bild gesucht BW                  | Bildstock                            | Am Albstädter Weg (Außerhalb der Ortslage an der Alzenauer Straße Richtung Albstadt) LageFlur: 18, Flurstück: 16/1 |                    |                            | 128653 DDB |
| Bild gesucht BW                  | Gruppenwasserwerk Gelnhausen         | Auf der Höhe (Eselsweg) LageFlur: 2, Flurstück: 3 | Wasserhochbehälter | 1913/14                    | 128662 DDB |
| Bild gesucht BW                  | Wohnhaus Bahnhofstraße 2             | Bahnhofstraße 2 LageFlur: 15, Flurstück: 66/1 |                    | Mitte des 18. Jahrhunderts | 128076 DDB |
| Wohnhaus Bahnhofstraße 3         | Wohnhaus Bahnhofstraße 3             | Bahnhofstraße 3 LageFlur: 15, Flurstück: 20/3 |                    | Mitte des 18. Jahrhunderts | 128077 DDB |
| Bild gesucht BW                  | Kruzifix                             | Bahnhofstraße neben Nr. 5 LageFlur: 15, Flurstück: 21/1 |                    | Anfang 20. Jahrhundert     | 128654 DDB |
| Bild gesucht BW                  | Wohnhaus                             | Bahnhofstraße 18 LageFlur: 15, Flurstück: 48/3 |                    | Frühes 19. Jahrhundert     | 128079 DDB |
| Bild gesucht BW                  | Wohnhaus                             | Bahnhofstraße 20 LageFlur: 15, Flurstück: 49/1 |                    | Spätes 18. Jahrhundert     | 128655 DDB |
| Bild gesucht BW                  | Wohnhaus                             | Bahnhofstraße 29 LageFlur: 13, Flurstück: 22 |                    | um 1900                    | 128078 DDB |
| Bild gesucht BW                  | Wohnhaus                             | Bergstraße 7 LageFlur: 12, Flurstück: 65 |                    | 1906                       | 128080 DDB |
| Bild gesucht BW                  | Kruzifix                             | Bergstraße neben Nr. 21 LageFlur: 12, Flurstück: 44/2 |                    | Um 1900                    | 128657 DDB |
| Bild gesucht BW                  | Sandsteinkruzifix                    | Blocksberg (bei Kapellenstraße 15) LageFlur: 12, Flurstück: 72 |                    |                            | 128660 DDB |
| Bild gesucht BW                  | Wohnhaus                             | Fabrikstraße 7 LageFlur: 16, Flurstück: 95/1 |                    | Anfang 20. Jahrhundert     | 128658 DDB |
| Bild gesucht BW                  | Ehemalige katholische Kirche         | Fabrikstraße 36 LageFlur: 16, Flurstück: 93 |                    | 1739                       | 128085 DDB |
| Bild gesucht BW                  |                                      | Friedrichstraße 2/4 LageFlur: 15, Flurstück: 82 |                    |                            | 926324     |
| Bild gesucht BW                  | Wohnhaus                             | Friedrichstraße 3 LageFlur: 16, Flurstück: 39 |                    | 1832                       | 128081 DDB |
| Bild gesucht BW                  | Ehemaliges Pfarrhaus                 | Kapellenstraße 11 LageFlur: 12, Flurstück: 3/1 |                    | nach 1900                  | 128082 DDB |
| weitere Bilder                   | Katholische Pfarrkirche St. Wendelin | Kapellenstraße 15 LageFlur: 12, Flurstück: 53 |                    | 1898                       | 128659 DDB |
| Bild gesucht BW                  | Wohnhaus                             | Kapellenstraße 30 LageFlur: 16, Flurstück: 91 |                    | um 1800                    | 128083 DDB |
| Ehemaliger Forsthof Hüttelngesäß | Ehemaliger Forsthof Hüttelngesäß     | Schlossgarten, Mühlwiese, Kleine Wiese, Kammerforst, Hof Hüttelngesäß, Geißelbach LageFlur: 8, Flurstück: 13/23, 16/4, 16/5, 17/10, 17/11, 19/7, 20/7, 21/7, 2/5, 3/4, 3/6, 3/7, 4/10–12, 4/16, 4/17, 4/9, 5/1–3, 6/10, 6/11, 6/2, 6/4–9, 7/17, 7/27, 7/29, 7/32–35, 7/37–56 |                    |                            | 128075 DDB |
| Bild gesucht BW                  | Wohnhaus                             | Waldblick 2 LageFlur: 13, Flurstück: 66 |                    | um 1900                    | 128661 DDB |

### Somborn
| Bild            | Bezeichnung                            | Lage | Beschreibung | Bauzeit                           | Objekt-Nr. |
| --------------- | -------------------------------------- | --- | --- | --------------------------------- | ---------- |
| Bild gesucht BW | Gesamtanlage Alter Ortskern            | Alte Bahnhofstraße 1, 2, Alte Hauptstraße 5-29, 35-51 und 55-65 (jeweils ungerade Nummern), 4-26, vor 32, 42, 46, 48, 56-80 (gerade Nummern), Freigerichter Straße 34 Lage | Der weitgehend ungestört erhaltene alte Ortskern ist als Gesamtanlage geschützt. Dazu zählen folgende Grundstücke und Straßen: Alte Bahnhofstraße 1 (KD), 2, Alte Hauptstraße neben Nr. 1 (Kruzifix) (KD), 5 (KD), 7, 9, 11, 13, 15, 17, 19 (KD), 21, 23, 25 (KD), 27, 29, 35, 37, 39, 41 (KD), 43, 45 (KD), 47, 49, 51, 55, 57, 59, 61, 63, 65, Katholische Kirche (KD), ohne Nr. (Kreuzigungsgruppe) (KD), 4 (KD), 6, 8, 10, 12 (KD), 14, 16, 18, 20, 22 (KD), 24 (KD), 26 (KD), 42 (KD), 46 (KD), 48, 56, 58, 60, 62, 64, 66 (KD), 68 (KD), 70, 72, 74, 76, 78, 80 (KD) und Freigerichter Straße 34 (KD) |                                   | 128663 DDB |
| Bild gesucht BW | Hofanlage                              | Alte Bahnhofstraße 1 LageFlur: 12, Flurstück: 89/1 | | 18. Jahrhundert                   | 128665 DDB |
| weitere Bilder  | Katholische Pfarrkirche St. Anna       | Alte Hauptstraße LageFlur: 20, Flurstück: 14/1, 15 | (bis 1842 St. Peter und Paul) seit 2009 Schutzwürdiges Kulturgut |                                   | 128675 DDB |
| Bild gesucht BW | Kreuzigungsgruppe                      | Alte Hauptstraße LageFlur: 20, Flurstück: 14/1 | barocke Kreuzigungsgruppe von Anton Wermerskirch, 1710, an der Westseite der Kirche | 1710                              | 127772 DDB |
| Bild gesucht BW | Kruzifix                               | Alte Hauptstraße neben Nr. 1 LageFlur: 21, 22, Flurstück: 57/1, 176/8 | | frühes 20. Jahrhundert            | 127771 DDB |
| Bild gesucht BW | Wohnhaus                               | Alte Hauptstraße 4 LageFlur: 22, Flurstück: 55/1 | | 1781                              | 127761 DDB |
| Bild gesucht BW | Wohnhaus                               | Alte Hauptstraße 5 LageFlur: 21, Flurstück: 65/1 | | spätes 18. Jahrhundert            | 127762 DDB |
| Bild gesucht BW | Wohnhaus                               | Alte Hauptstraße 19 LageFlur: 19, Flurstück: 248/87 | | Mitte des 18. Jahrhunderts        | 127763 DDB |
| Bild gesucht BW | Wohnhaus                               | Alte Hauptstraße 22 LageFlur: 22, Flurstück: 91/1 | | 18. Jahrhundert                   | 127764 DDB |
| Museum          | Museum                                 | Alte Hauptstraße 24 LageFlur: 22, Flurstück: 93/2 | | 1850                              | 127765 DDB |
| Bild gesucht BW | Kruzifix                               | Alte Hauptstraße vor Nr. 25a LageFlur: 21, Flurstück: 124/7 | Sandsteinkreuz |                                   | 128672 DDB |
| Bild gesucht BW | Historischer Gasthof                   | Alte Hauptstraße 26 LageFlur: 22, Flurstück: 93/3, 93/4 | | 1778                              | 127766 DDB |
| Bild gesucht BW | Wohnhaus                               | Alte Hauptstraße 41 LageFlur: 20, Flurstück: 1/1 | | spätes 17. Jahrhundert            | 128673 DDB |
| Bild gesucht BW | Wohnhaus                               | Alte Hauptstraße 42 LageFlur: 21, Flurstück: 154/1 | | Mitte des 18. Jahrhunderts        | 127767 DDB |
| Bild gesucht BW | Ehemaliges Pfarrhaus                   | Alte Hauptstraße 45 LageFlur: 20, Flurstück: 28/2 | ehemaliges Pfarrhaus, jetzt Pfarrheim „Sturmiushaus“ unter Einbeziehung des Nachbarhauses | 1848                              | 127768 DDB |
| Bild gesucht BW | Vesperbild                             | Alte Hauptstraße bei Nr. 45 LageFlur: 20, Flurstück: 28/2 | | erste Hälfte des 18. Jahrhunderts | 128678 DDB |
| Bild gesucht BW | Wohnhaus                               | Alte Hauptstraße 46 LageFlur: 21, Flurstück: 160/4 | | Mitte des 18. Jahrhunderts        | 127769 DDB |
| Bild gesucht BW | Wohnhaus                               | Alte Hauptstraße 66 LageFlur: 20, Flurstück: 145/1 | | Mitte des 18. Jahrhunderts        | 127770 DDB |
| Bild gesucht BW | Sachteil Giebel                        | Alte Hauptstraße 68 LageFlur: 20, Flurstück: 141/1 | | um 1800                           | 128674 DDB |
| Bild gesucht BW | Wohnhaus                               | Alte Hauptstraße 80 LageFlur: 20, Flurstück: 101/6 | | Erste Hälfte des 19. Jahrhunderts | 128222 DDB |
| Bild gesucht BW | Bischof Dr.-Christian-Schreiber-Schule | Am Weißen Stein 21 LageFlur: 18, Flurstück: 146/3 | | 1954/55                           | 129277 DDB |
| Bild gesucht BW | 8 Grabsteine des 18.–20. Jahrhunderts  | Auf dem Friedhof LageFlur: 20, Flurstück: 163 | Geschützt sind eine barocke, mit Voluten gerahmte Platte mit Kreuzigungsgruppe, ein klassizistisches Grabmal mit Giebelabdeckung, Eckakroterien und Urne, drei historistische Grabmäler in hellem Sandstein aus der zweiten Hälfte des 19. Jahrhunderts und ein Pfarrergrab von 1903. Familiengrabstätte Schreiber von 1908 und Grabmal des Bischofs von Meißen Dr. Christian Schreiber (1842–1933) als dreiteilige, gestufte Platte in Jugendstilformen mit neobarockem Anklang. |                                   | 127760 DDB |
| Bild gesucht BW | Dilgertbach-Brücke                     | Aufm Johannesküppel LageFlur: 14, Flurstück: 58 | kleine, einbogige Straßenbrücke aus Sandstein über den Dilgertbach | Ende des 19. Jahrhunderts         | 128676 DDB |
| Bild gesucht BW | Wohnhaus                               | Barbarossastraße 10 LageFlur: 24, Flurstück: 65/2 | | Anfang 19. Jahrhundert            | 128215 DDB |
| Bild gesucht BW | Kruzifix                               | Barbarossastraße neben Nr. 22 LageFlur: 23, Flurstück: 63/3 | | Ende des 19. Jahrhunderts         | 128668 DDB |
| Bild gesucht BW | Bildstock                              | Barbarossastraße neben Nr. 46 LageFlur: 23, Flurstück: 149 | |                                   | 128669 DDB |
| Bild gesucht BW | Grotte                                 | Dilgertstraße LageFlur: 19, Flurstück: 239/1 | dreiseitig offen, von 1899, Josefsfigur mit Kind | 1899                              | 128664 DDB |
| Bild gesucht BW | Einhof                                 | Freigerichter Straße 13 LageFlur: 22, Flurstück: 218/134 | | 18./19. Jahrhundert               | 128217 DDB |
| Bild gesucht BW | Wohnhaus                               | Freigerichter Straße 16 LageFlur: 23, Flurstück: 304/113 | | 1899                              | 128216 DDB |
| Bild gesucht BW | Hofanlage                              | Freigerichter Straße 17 LageFlur: 22, Flurstück: 131/1 | | Mitte des 19. Jahrhunderts        | 128218 DDB |
| Bild gesucht BW | Bischöfliches Konvikt St. Johannes     | Freigerichter Straße 34 LageFlur: 21, Flurstück: 143/14 | | 1880                              | 128221 DDB |
| Bild gesucht BW | Wohn- und Geschäftshaus                | Hanauer Straße 10 LageFlur: 7, Flurstück: 363/271 | | um 1900                           | 128225 DDB |
| Bild gesucht BW | Kruzifix                               | Hanauer Straße neben Nr. 26 LageFlur: 6, Flurstück: 200/13 | | 19. Jahrhundert                   | 128671 DDB |
| Bild gesucht BW | Villa                                  | Hofgartenstraße 16 LageFlur: 7, Flurstück: 342/54 | | 1904                              | 128670 DDB |
| weitere Bilder  | Sachgesamtheit Hof Trages              | Hof Trages LageFlur: 33, 34, Flurstück: 19, 25–30, 31/1–5, 32/1–4, 33, 43/12–16, 43/19, 43/21–32                                                                           | | 1861                              | 127773 DDB |
| Bild gesucht BW | Kriegerdenkmäler                       | Karlstraße LageFlur: 7, Flurstück: 207, 208 | Kriegerdenkmäler für die Kriege 1866 und 1870/71 sowie 1. und 2. Weltkrieg | ab 1914                           | 128667 DDB |
| Bild gesucht BW | Villa                                  | Karlstraße 8 LageFlur: 20, Flurstück: 18/3 | | um 1900                           | 128223 DDB |
| Bild gesucht BW | Wohnhaus                               | Karlstraße 13 LageFlur: 7, Flurstück: 196 | | Anfang des 20. Jahrhunderts       | 128224 DDB |
| Bild gesucht BW | Ehemalige Zigarrenfabrik               | Rathausstraße 4/6 LageFlur: 21, Flurstück: 37/2, 37/4 | Ehemalige Zigarrenfabrik Rinn&Closs AG |                                   | 128666 DDB |
| Bild gesucht BW | Kapelle des Konvikts St. Vincenz       | Vinzenzstraße 5 LageFlur: 21, Flurstück: 162/3 | | 1904                              | 128680 DDB |
| Bild gesucht BW | Bildstock                              | Zangenborn (gegenüber Karlstraße 8) LageFlur: 20, Flurstück: 19/1 | | 1730/40                           | 128679 DDB |
| Bild gesucht BW | Andachtsplatz                          | Zwischen den Tannen (Außerhalb der Ortslage) LageFlur: 13, Flurstück: 30                                                                                                   | Marienfigur mit Kind |                                   | 128677 DDB |